# ToD
ToD（1985 - ），原名尤安·梅洛（Yoan Merlo），法国电子竞技职业选手。他擅长的项目是魔兽争霸3，后转型星际争霸2，绰号“浪漫人族”。曾获2005年CPL夏季达拉斯冠军、2006年WEG冠军、WCG亚军。2006-2007年是ToD的黄金时代，这段时间他获得了超过92000美金的奖金。2009年曾宣布退役，几个月后复出。魔兽3时代的ToD一直定居于韩国、中国，后来他回到了法国的阿尔勒，加盟了Millenium战队。